# Eugnesia
Eugnesia là một chi bướm đêm thuộc họ Geometridae.

## Các loài
- Eugnesia aurantiaca
- Eugnesia balteata
- Eugnesia concurrans
- Eugnesia correspondens
- Eugnesia fasciata
- Eugnesia intensa
- Eugnesia intensicolor
- Eugnesia liparampyx
- Eugnesia papuensis
- Eugnesia parallelaria
- Eugnesia polita
- Eugnesia sanguinata
- Eugnesia sciagraphica
- Eugnesia solidata
- Eugnesia sordidata
- Eugnesia subapicata
- Eugnesia suffusa
- Eugnesia thamiosticta